# Help! (dal)
1965. július 23-án (az USA-ban július 19-én) jelent meg a The Beatles Help! című dala az azonos című kislemezen. (A lemez B oldalán az I’m Down című dal hallható.)
Ez volt a Help! című album és az azonos című film címadó dala. Kislemezként három hétig vezette a brit és amerikai listákat.
A szövegben John Lennon saját érzéseit, a hírnév okozta nyomást fogalmazza meg. Három társát meglepte, hogy Lennon így gondolkodott a sikerükről, de érthetőnek tartották. Mivel Lennon bizonytalanság-érzete nem fért össze a Beatlesről kialakult nyugodt közképpel, úgy gondolta, hogy a rajongók nem érthetik, hogy valójában miért írta meg a dalt. A Playboynak adott interjúban ezt mondta: „Kövér voltam, depressziós, és tényleg segítségért kiáltottam”.

## Feldolgozások
- A Beatles Help! című albuma. A dal sztereóban hallható, a zenei alapon más ének és vokál van.[1]

## Közreműködők
- John Lennon – ének, akusztikus ritmusgitár
- Paul McCartney – vokál, basszusgitár
- George Harrison – vokál, szólógitár
- Ringo Starr – dob, ütőhangszerek, csörgődob

### Produkció
- Norman Smith – hangmérnök
- George Martin – producer

## Külső hivatkozások
- YouTube - Lennon/McCartney - Help!